# التحويل المباشر للإعانات المالية

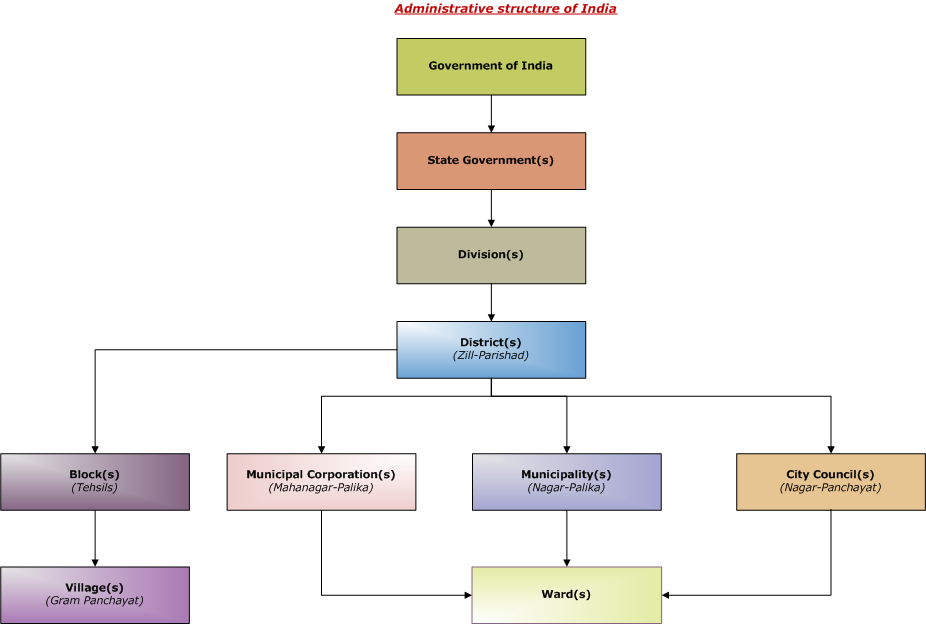

التحويل المباشر للإعانات المالية هو محاولة لتغيير آلية نقل الإعانات أطلقتها حكومة الهند بتاريخ 1 يناير عام 2013. يهدف هذا البرنامج إلى تحويل الإعانات إلى الناس مباشرة، من خلال حساباتهم المصرفية. من المأمول أن يؤدي تحويل الإعانات في الحسابات المصرفية، إلى تقليل التسريبات والاختلاسات المالية وتأخير وصولها وما إلى ذلك.

## الهيكل
الهدف الأساسي من برنامج تحويل الإعانات المباشر هذا، هو تحقيق الشفافية وإنهاء عمليات الاختلاس عند توزيع الأموال التي تقدمها الحكومة المركزية في الهند. عند التحويل المباشر للإعانات، ستُحول المخصصات أو الإعانات، مباشرة إلى المواطنين الذين يعيشون تحت خط الفقر. سيكون نظام مراقبة الخطة المركزية، الذي يُنفذ بواسطة مكتب المراقب العام للحسابات، بمثابة منصة مشتركة لنقل وتحديد النقل المباشر للتبرعات. يمكن استخدام نظام مراقبة الخطة المركزية لإعداد قائمة المستفيدين، والتوقيع عليها رقميًا ومعالجة المدفوعات في الحسابات المصرفية للمستفيد باستخدام جسر أدار للمدفوعات التابع لشركة المدفوعات الوطنية في الهند. جميع الطلبات المتعلقة بالنقل المباشر للتبرعات متاحة على موقع نظام مراقبة الخطة المركزية.

## التاريخ
أُطلق البرنامج في مدن معينة من الهند في 1 يناير 2013. وأُطلق في 20 مقاطعة لتغطية المنح الدراسية ومعاشات الضمان الاجتماعي في البداية. افتتح وزير الاتحاد السابق للتنمية الريفية في الهند، جيرام راميش، ورئيس الوزراء السابق في ولاية أندرا براديش، نالاري كيران كومار ريدي  المخطط في جولابرو في مقاطعة جودافاري الشرقية في 6 يناير 2013. قررت الحكومة مراجعة التقدم المُسجل لهذا المخطط بانتظام. كان من المقرر إجراء المراجعة الأولى في 15 يناير 2013. وفقًا لبالانيابان تشيدامبارام، وزير مالية الاتحاد السابق في الهند، ستُنشر الخطة في 11 مقاطعة أخرى بحلول 1 فبراير و 12 مقاطعة أخرى بحلول 1 مارس 2013. قررت الحكومة في أبريل 2013، توسع نشر خطة التحويل المباشر للإعانات، لـ 78 مقاطعة أخرى من البلاد، وذلك اعتبارًا من 1 يوليو 2013. اتخذ  رئيس الوزراء آنذاك الدكتور مانموهان سينغ، هذا القرار بعد اجتماع المراجعة. ستشمل المقاطعات الجديدة البالغ عددها 78 مقاطعة، 6 مقاطعات في كل من ولاية أوتار براديش وهيماجل براديش، و3 في كل من ولايتي بهار وتاميل نادو، و2 من البنغال الغربية، و4 في كل من أوديشا وكجرات. في مراجعة قام بها مكتب رئيس الوزراء في 5 أغسطس 2013، أفاد المحضر سيطرة المخططين على عمليات النقل من خلال نظام مراقبة الخطة المركزية –كانت 83٪ من جميع التحويلات لجاناني سوراكشا يوجانا (المهمة الصحية الوطنية) والمنح الدراسية. كان الافتقار إلى السجلات المحوسبة للمخططات المطلوب ربطها بالنقل المباشر للإعانات، بمثابة عائق أمام بداية المخطط. تشير الدقائق إلى أنه من بين 390.76 ألف من المستفيدين الذين كان يجب تغطيتهم في إطار مخططات مختلفة، 56٪ فقط من لديهم حسابات بنكية، و25.3٪ لديهم حسابات بنكية وأرقام الآدهار، لكن 9.62٪ فقط لديهم حسابات بنكية مصنفة بأرقام الآدهار.

## برامج ضمن خطة التحويل المباشر للتبرعات
- المشروع الوطني لعمالة الطفل
- منحة الطلاب
- دعم غاز البترول المسال

أطلق وزير البترول والغاز الطبيعي، ماربادي فيرابا مويلي، رسميًا في الأول من يونيو 2013،  مخطط التحويل المباشر للتبرعات لمخطط غاز البترول المسال،  في 20 منطقة تتمتع بتغطية عالية من الآدهار. ستُنسب الإعانات المالية لأسطوانات غاز البترول المسال مباشرة إلى الحسابات البنكية (المرتبطة بآدهار) للمستهلكين. سيحصل جميع مستهلكي غاز البترول المسال المحلي الذين يمتلكون حسابات بنكية مرتبطة بالآدهار، على دفعة في حسابهم البنكي بمجرد حجز أول اسطوانة مدعومة قبل التسليم. عند استلام أول أسطوانة مدعومة، سيتحصل المستهلك على دفعة أخرى في حسابه البنكي، والذي يمكنه بعد ذلك من شراء الأسطوانة التالية بسعر السوق، حتى يصل إلى شراء الحد الأقصى البالغ 12 أسطوانة في السنة.
نسخة معدلة من النقل المباشر لتبرعات خطة غاز البترول المسال: (نوفمبر 2014) طرحت حكومة الهند خطة نقل التبرعات المباشرة المعدلة من غاز البترول المسال  في 54 منطقة في 11 ولاية بما في ذلك جميع أنحاء ولاية كيرالا ابتداءً من 15 نوفمبر 2014. بإمكان من لم يستفد بعد من الإعانات، تحويل مبلغ الدعم النقدي إلى حساباتهم لشراء اسطوانات غاز البترول المسال بسعر السوق. كان 74 مخططا لـ 17 وزارة من الحكومة المركزية قيد استخدام حطة التحويل المباشر للإعانات بحلول 31 مايو 2016. كما طُبقت خطة التحويل المباشر للإعانات في ديسمبر 2017، في 400 برنامج تابع ل 46 وزارة.

## وصلات خارجية
- الموقع الرسمي